# Guzang
Guzang est un village du Cameroun situé dans le département de la Momo et la Région du Nord-Ouest. Il fait partie de la commune de Batibo. C'est aussi le siège d'une chefferie traditionnelle de 2e degré.

## Population
Lors du recensement de 2005, Guzang comptait 4 128 habitants.

## Personnalités nées à Guzang
- Christopher Fomunyoh (1956-), cadre supérieur et directeur régional pour l'Afrique au NDI.